# Michael Carter (Schauspieler)

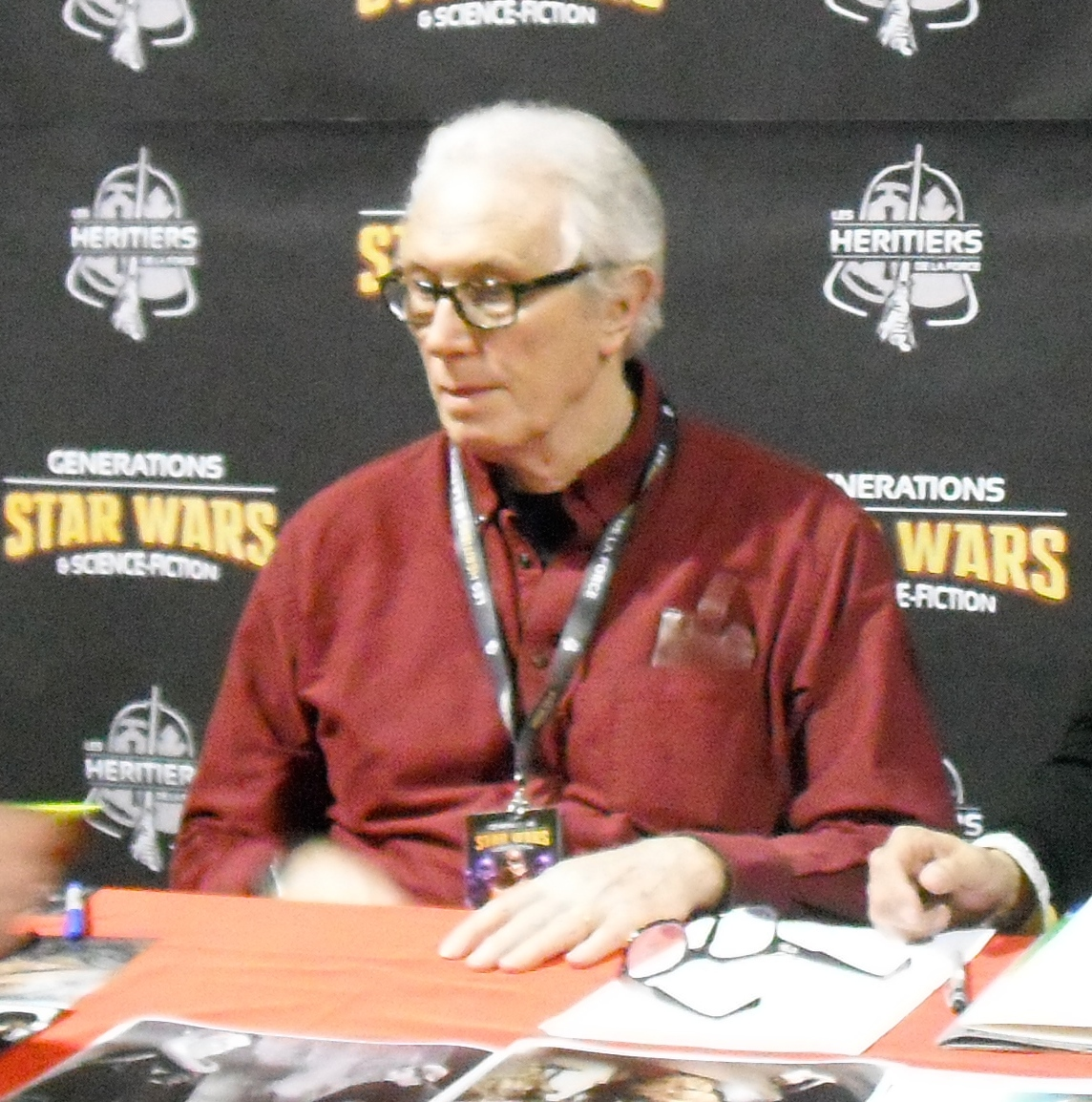
Mike Carter (2015)

Michael Carter (* 29. Juni 1947 in Dumfries) ist ein schottischer Schauspieler. Seine Verkörperung der Figur Bib Fortuna im Film Die Rückkehr der Jedi-Ritter machte ihn einem internationalen Publikum bekannt.

## Leben und Karriere
Michael Carter stammt aus der schottischen Stadt Dumfries. Er besuchte die Royal Academy of Dramatic Art in London, die er 1969 abschloss.
Seine erste Rolle vor der Kamera übernahm er 1971 mit einer kleinen wiederkehrenden Rolle in der Serie Doctor Who. Danach vergingen einige Jahre, bevor er wieder als Schauspieler vor der Kamera aktiv wurde. Nach einigen Serienauftritten übernahm er 1981 in der Horrorkomödie American Werewolf als Gerald Bringsley eine Nebenrolle. Ein Jahr später folgte eine Nebenrolle im Filmdrama Der Kontrakt des Zeichners des Regisseurs Peter Greenaway. Bereits 1983 übernahm er als Bib Fortuna in Die Rückkehr der Jedi-Ritter, dem letzten Teil der Star-Wars-Originaltrilogie, seine vielleicht bekannteste Filmrolle. Sie machte ihn einem internationalen Publikum bekannt. Im gleichen Jahr übernahm er zudem im Horrorfilm Die unheimliche Macht von Michael Mann eine Nebenrolle. Anschließend trat er in erster Linie in Gastrollen in Fernsehserien auf. 1984 war er als Geist der zukünftigen Weihnacht im Weihnachtsfilm Charles Dickens’ Weihnachtsgeschichte zu sehen. 1991 schrieb er das Drehbuch für den Fernsehfilm Allein gegen die Junta, der mit Anthony Hopkins in der Hauptrolle besetzt werden konnte.
In den 1990er Jahren trat Carter unter anderem in den Serien Heartbeat, Soldier Soldier, Inspektor Wexford ermittelt, Covington Cross, The Bill, Love Street, Call Red, Noah's Ark und Die Profis – Die nächste Generation auf. 2006 übernahm er eine Nebenrolle im Film The Illusionist. 2010 war er als General Antoninus im Historienfilm Centurion zu sehen. Später folgten auch Gastrollen in den Serien Casualty, Spooks – Im Visier des MI5, Hunted – Vertraue niemandem, The Halcyon und in House of the Dragon. Neben seinen Rollen in Film und Fernsehen steht Carter auch regelmäßig auf der Theaterbühne und lieh auch Figuren aus Videospielen wie Dark Souls und Demon’s Souls seine Stimme.

## Filmografie (Auswahl)
- 1971: Doctor Who (Fernsehserie, 3 Episoden)
- 1978: A Most Public Affair (Fernsehfilm)
- 1980: Play for Today (Fernsehserie, Episode 11x08)
- 1981: American Werewolf (An American Werewolf in London)
- 1982: Der Kontrakt des Zeichners (The Draughtsman's Contract)
- 1982: Nobody's Hero (Miniserie, 5 Episoden)
- 1982: Saturday Night Thriller (Fernsehserie, Episode 1x06)
- 1983: Die Rückkehr der Jedi-Ritter (The Return of the Jedi)
- 1983: The Bride (Fernsehfilm)
- 1983: Detektei Blunt (Partners in Crime, Fernsehserie, Episode 1x06)
- 1983: Die unheimliche Macht (The Keep)
- 1984: Sherlock Holmes (Fernsehserie, Episode 1x01)
- 1984: Charles Dickens’ Weihnachtsgeschichte (A Christmas Carol, Fernsehfilm)
- 1985: Dempsey & Makepeace (Fernsehserie, Episode 1x05)
- 1985: Out of the Darkness
- 1986–1991: Screen One (Fernsehserie, 2 Episoden)
- 1986–2005: Taggart (Fernsehserie, 4 Episoden)
- 1987: Mary Rose (Fernsehfilm)
- 1989: Capital City (Fernsehserie, Episode 1x05)
- 1992: The Good Guys (Fernsehserie, Episode 1x08)
- 1992: Heartbeat (Fernsehserie, Episode 1x06)
- 1992: Inspektor Wexford ermittelt (Ruth Rendell Mysteries, Fernsehserie, Episode 6x01)
- 1992: Soldier Soldier (Fernsehserie, Episode 2x03)
- 1992: Civvies (Fernsehserie, 4 Episoden)
- 1993: Seeks (Fernsehserie, 2 Episoden)
- 1993: The Chief (Fernsehserie, Episode 3x05)
- 1993: The Bill (Fernsehserie, eine Episode)
- 1994: Seaforth (Fernsehserie, eine Episode)
- 1994: Love Street (Fernsehserie, Episode 1x03)
- 1995: The Tales of Para Handy (Fernsehserie, Episode 2x02)
- 1996: Call Red (Fernsehserie, Episode 1x05)
- 1998: Noah's Ark (Fernsehserie, 4 Episoden)
- 1999: Die Profis – Die nächste Generation (CI5: The New Professionals, Fernsehserie, Episode 1x04)
- 2000: Fish (Fernsehserie, Episode 1x04)
- 2000, 2007: Rebus (Fernsehserie, 2 Episoden)
- 2001–2003: Two Thousand Acres of Sky (Fernsehserie, 16 Episoden)
- 2003: The War of the Starfighters (Stimme)
- 2003: Young Adam – Dunkle Leidenschaft (Young Adam)
- 2004: Red Cap (Fernsehserie, Episode 2x01)
- 2005: Casualty (Fernsehserie, 4 Episoden)
- 2006: The Illusionist
- 2006: Spooks – Im Visier des MI5 (Spooks, Fernsehserie, Episode 5x10)
- 2010: Centurion
- 2012: Hunted – Vertraue niemandem (Hunted, Fernsehserie, Episode 1x04)
- 2015: Maul Dogs
- 2017: The Halcyon (Fernsehserie, 8 Episoden)
- 2022: House of the Dragon (Fernsehserie, Episode 1x01)